# Women Artists Visibility Event
Le Women's Artists Visibility Event (W.A.V.E.), également connu sous le nom de Let MOMA Know, est un événement organisé le 14 juin 1984 pour protester contre le manque de femmes artistes représentées dans l'exposition de réouverture du Museum of Modern Art, intitulée An International Survey of Recent Painting and Sculpture,. 

## Événement
L'acronyme de l'événement, W.A.V.E., est un clin d'œil au Jour du drapeau, qui est célébré le 14 juin aux États-Unis.
Près de quatre cent manifestants, portant les couleurs jaune et blanche associées au mouvement des suffragettes, défilent devant l'entrée du bâtiment nouvellement agrandi du MoMA, situé sur la 53e rue à New York. La rénovation du musée visait à augmenter l'espace des galeries et la fréquentation,. L'exposition inaugurale se compose de cent soixante-cinq artistes, dont seulement quatorze femmes,,.
Les manifestants ont alors trois exigences : que le MoMA expose des œuvres d'artistes femmes dans sa collection permanente, qu'il présente des œuvres de femmes dans des expositions de prêt, et qu'il crée une politique d'acquisition d'œuvres de femmes sur le long terme.
La Women's Caucus for Art (WCA) crée des pins pour parodier les badges du personnel du musée, avec la mention initiale « Museum of Modern Art OPENS », sur lesquels elle ajoute « But Not to Women Artists ».
Des cartes sont également distribuées énumérant les noms de cent artistes féminines renommées, et non présentent dans l'exposition, telles Alice Neel, Louise Nevelson, Jaune Quick-to-See Smith, Faith Ringgold ou Louise Bourgeois.
Une porte-parole du musée, Louisa Kreisberg, souligne qu'une série de films de l'exposition présente quatre femmes sur les six films projetés, et que le personnel du musée est composé d'environ 65 % de femmes.

## Organisatrices
L'événement est organisé par la branche new-yorkaise du Women's Caucus for Art (WCA), soutenue par trois autres organisations artistiques féministes : Heresies Collective, Women's Interart Center et New York Feminist Art Institute,,.
Les organisatrices individuelles de l'événement sont les artistes Sabra Moore et Betsy Damon, ainsi que la conservatrice et présidente de la WCA New York, Annie Shaver-Crandell,.